# Windows Imaging Format
Windows Imaging Format je označení formátu souboru WIM pro diskový obraz vyvinutý společností Microsoft jako novou technologii pro instalaci operačních systémů Windows od Windows Vista a Windows Server 2008.
Formát WIM obsahuje podobně jako další diskové obrazy jednotlivé soubory a informace o nich v podobě metadat. WIM je založen na souborové úrovni, neobsahuje informace o sektorech.
Obraz WIM podporuje spouštění operačních systémů (bootování), obsahuje tedy zavaděč.
Z pohledu Windows je následující typické užití:
- BOOT.WIM spouštěcí obraz pro Windows Preinstallation Environment.
- INSTALL.WIM obraz obsahující instalační soubory systémů Windows Vista, Windows Server 2008, nebo novější.

Pro práci se soubory WIM se používá nástroj DISM, který umožňuje provádět přizpůsobení, či údržbu obrazů.